# Your Love Is a Lie
Your Love Is a Lie è un singolo dei Simple Plan, il secondo estratto dal loro album omonimo, pubblicato il 28 febbraio 2008.

## La canzone
La canzone esprime la rabbia per i falsi amori e per i tradimenti ed è un riferimento alla ex fidanzata di Chuck (batteria). Esistono due versioni della canzone: nella prima, quella originale, il cantante Pierre Bouvier pronuncia la parola "fucks" nella seconda strofa, mentre nell'altra versione (radio edit) è censurata con "touches".

## Video musicale
Il video mostra Pierre che spia dalla finestra di una stanza la fidanzata, che scopre tradirlo con un altro.

## Tracce
CD
1. Your Love Is a Lie (Single Edit) – 3:38
2. Your Love Is a Lie (Album Version) – 3:41

Download digitale
1. Your Love Is a Lie (Explicit Album Version) – 3:41
2. Time to Say Goodbye (Live in Germany) – 4:03
3. Your Love Is a Lie (Live in New York City) – 3:50 – solo su iTunes

## Formazione
Simple Plan
- Pierre Bouvier – voce
- David Desrosiers – basso, voce secondaria
- Jeff Stinco – chitarra solista
- Sébastien Lefebvre – chitarra ritmica, voce secondaria
- Chuck Comeau – batteria, percussioni

Altri musicisti
- DJ Lethal – campionatore
- Nate Hills – programmazione

## Classifiche
| Classifica (2008) | Posizione massima |
| ----------------- | ----------------- |
| Australia         | 33                |
| Austria           | 52                |
| Canada            | 16                |
| Paesi Bassi       | 88                |
| Regno Unito       | 63                |